# El águila negra
El águila negra (en inglés: The Eagle) es una película muda estadounidense de 1925 dirigida por Clarence Brown y protagonizada por Rodolfo Valentino, Vilma Bánky y Louise Dresser. Basada en la novela Dubrovsky de Aleksandr Pushkin publicada póstumamente en 1841, la película trata sobre un teniente del ejército ruso que llama la atención de la zarina Catalina II. Después de que él rechaza sus halagos y huye, ella emite una orden de arresto, vivo o muerto. Cuando se entera de que su padre ha sido perseguido y asesinado, se pone una máscara negra y se convierte en un forajido. Actualmente existen impresiones en las colecciones de películas de EmGee Film Library y en colecciones de películas privadas. El personaje del águila negra no existe en la novela y se inspiró en la interpretación de Douglas Fairbanks como el Zorro en La marca del Zorro.

## Sinopsis
Vladimir Dubrovsky (Rodolfo Valentino), un teniente que sirve en la Guardia Imperial del ejército ruso, llega al conocimiento de la zarina (Louise Dresser) cuando rescata a Mascha (Vilma Bánky), una hermosa joven, y su tía cuando su diligencia fue atacada por asaltantes. Se alegra cuando la zarina se ofrece a nombrarlo general, pero se horroriza cuando intenta seducirlo. Huye y la zarina, en venganza, pone precio a su cabeza.
Poco después, recibe una carta de su padre informándole que el malvado noble Kyrilla Troekouroff (James A. Marcus) se ha apoderado de sus tierras y está aterrorizando el campo. Vladimir se apresura a volver a casa y se entera de que su padre ha muerto. Prometiendo vengar a su padre y ayudar al campesinado victimizado, adopta una máscara negra y se convierte en el Águila Negra, una figura parecida a Robin Hood. Al descubrir que Kyrilla es el padre de Mascha, toma el lugar de un tutor que ha sido enviado desde Francia, pero que nadie en la casa había visto antes. Vladimir puede así convertirse en parte de la casa de Kyrilla.
A medida que crece el amor de Vladimir por Mascha, se vuelve cada vez más reacio a seguir buscando venganza contra su padre, y los dos finalmente huyen de la finca Troekouroff. Vladimir es capturado por los hombres de la zarina, pero la zarina, una vez decidida a ejecutarlo, cambia de opinión en el último momento y permite que Vladimir, que recibe un nuevo nombre francés, y Mascha salgan de Rusia hacia París.

## Reparto
- Rodolfo Valentino es el teniente Vladimir Dubrovsky;
- Vilma Bánky es la señorita Mascha Troekouroff;
- Louise Dresser es la zarina Catalina II de Rusia;
- Albert Conti es el capitán Kuschka;
- James A. Marcus es Kyrilla Troekouroff;
- George Nichols es el juez;
- Carrie Clark Ward es la tía Aurelia;
- Spottiswoode Aitken es el padre de Dubrovsky (sin acreditar);
- Agostino Borgato es el sacerdote (sin acreditar);
- Mario Carillo es Marcel Le Blanc, tutor de francés (sin acreditar);
- Gary Cooper es el cosaco enmascarado (sin acreditar);
- Jean De Briac (sin acreditar);
- Otto Hoffman es el hombre con los monederos robados (sin acreditar);
- Eric Mayne es el oficial que pide la firma (sin acreditar);
- Russell Simpson es el teniente del águila (sin acreditar);
- Mack Swain es el posadero (sin acreditar);
- Gustav von Seyffertitz es el sirviente de la corte en la cena (sin acreditar).[1][2]

## Recepción
Las últimas películas de Valentino no habían sido particularmente bien recibidas, pero El águila negra fue un fuerte regreso para él, obteniendo buenas críticas de la crítica y un éxito de taquilla, aunque no fue tan exitoso como su próxima película, The Son of the Sheik.
El águila negra es recordada por su toma de seguimiento extendida de la mesa cargada de comida en la escena del banquete.